# Hans-Günther Lehmann
Hans-Günther Lehmann   (Zeitz, 6 de març de 1923 - Göppingen, 24 de juny de 2006) fou un nedador alemany, especialista en estil lliure, que va competir durant les dècades de 1940 i 1950.
El 1952 va prendre part en els Jocs Olímpics d'Estiu de Hèlsinki, on fou eliminat en sèries en la cursa dels 1.500 metres lliures del programa de natació.
En el seu palmarès destaquen una medalla d'or i una de bronze al Campionat d'Europa de natació de 1950 i cinquanta-quatre campionats nacionals.